# Oryza brachyantha
Oryza brachyantha är en gräsart som beskrevs av Auguste Jean Baptiste Chevalier och Roehr. Oryza brachyantha ingår i släktet rissläktet, och familjen gräs. Inga underarter finns listade i Catalogue of Life.

## Bildgalleri

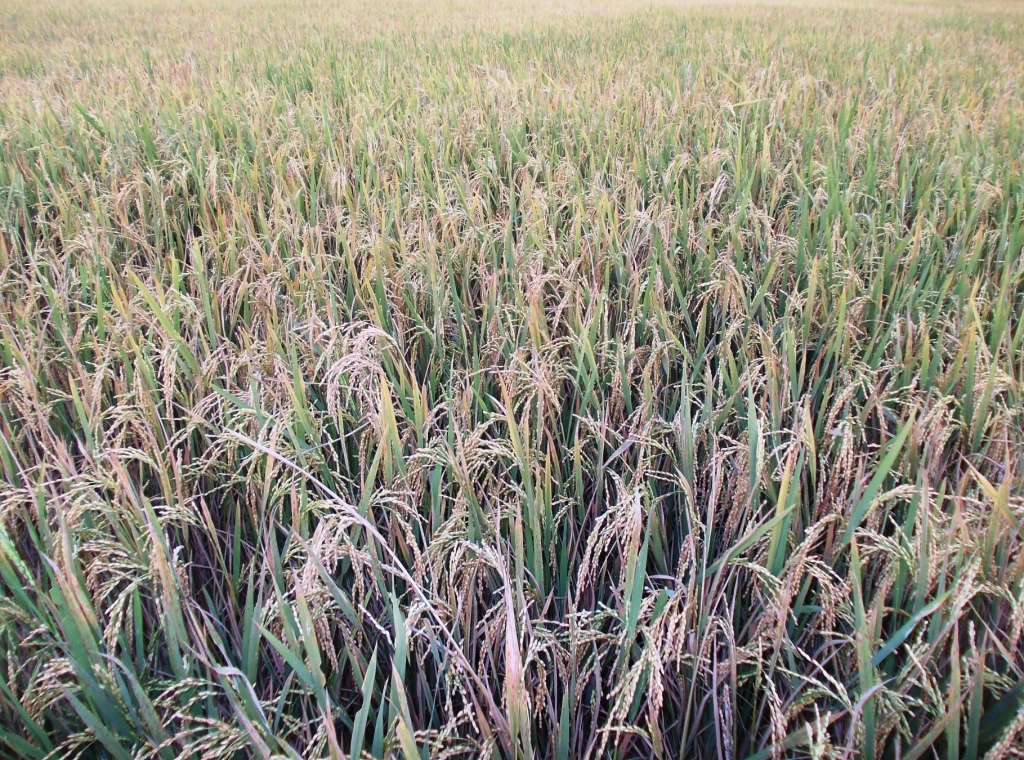
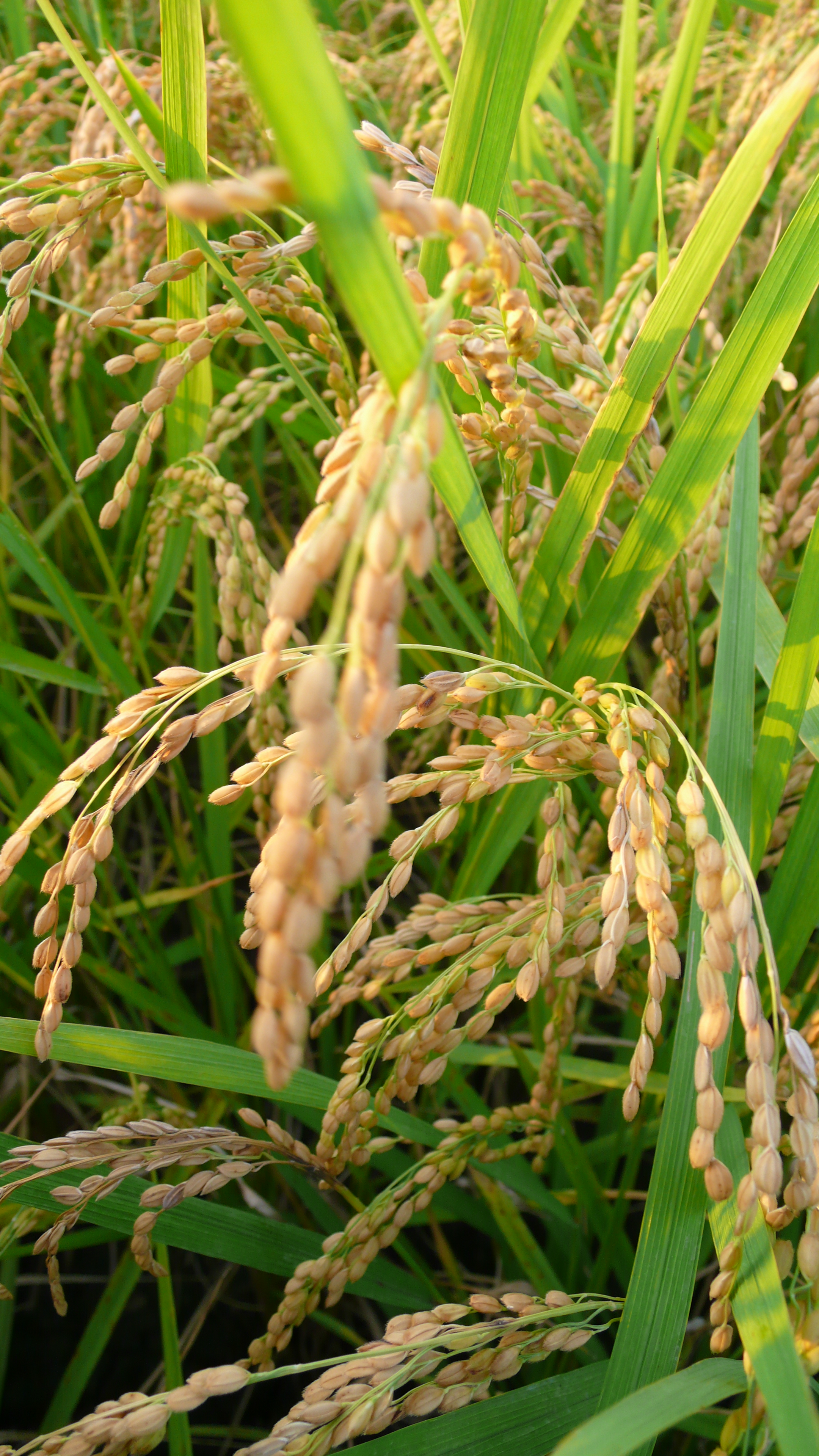
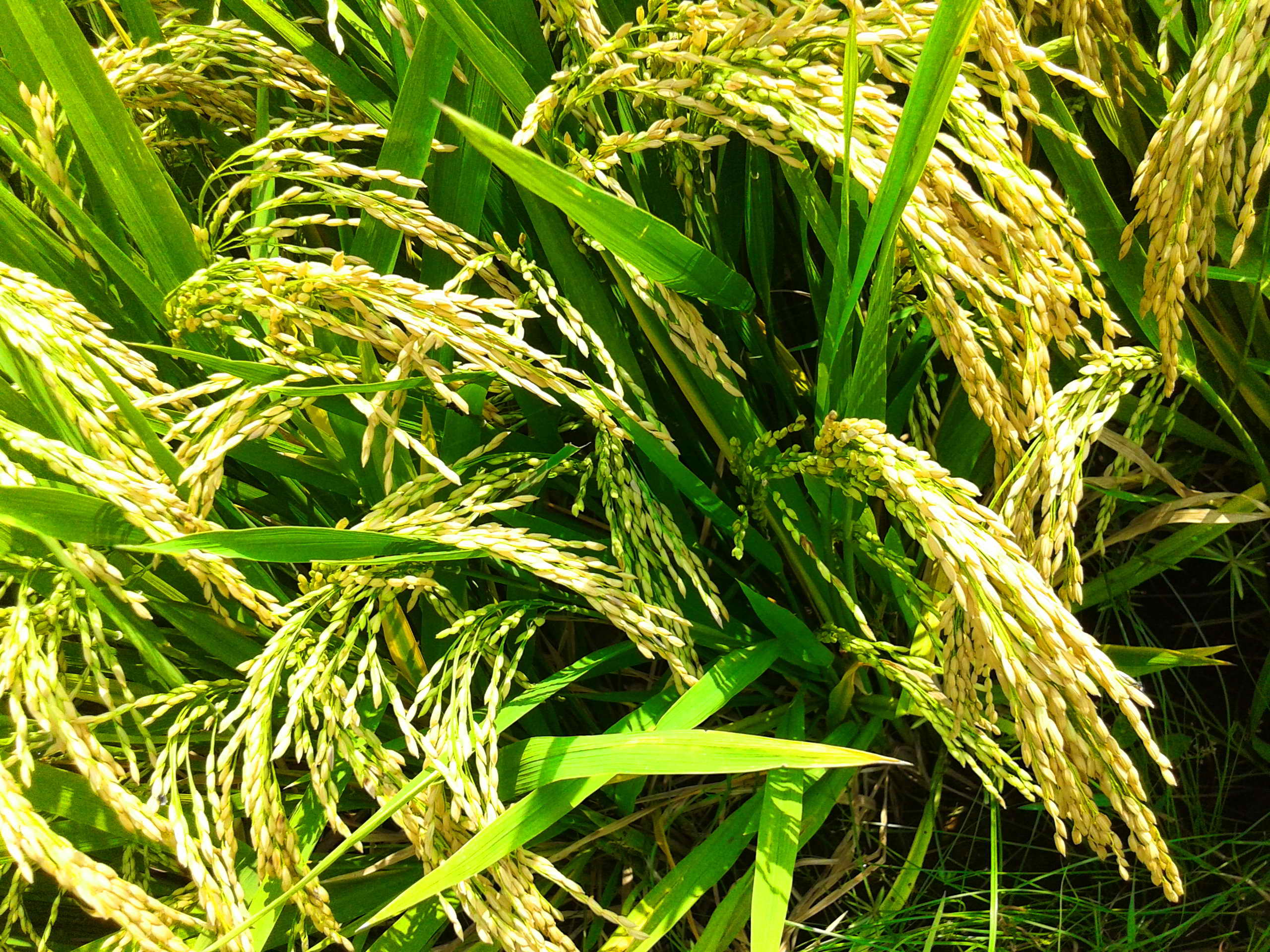
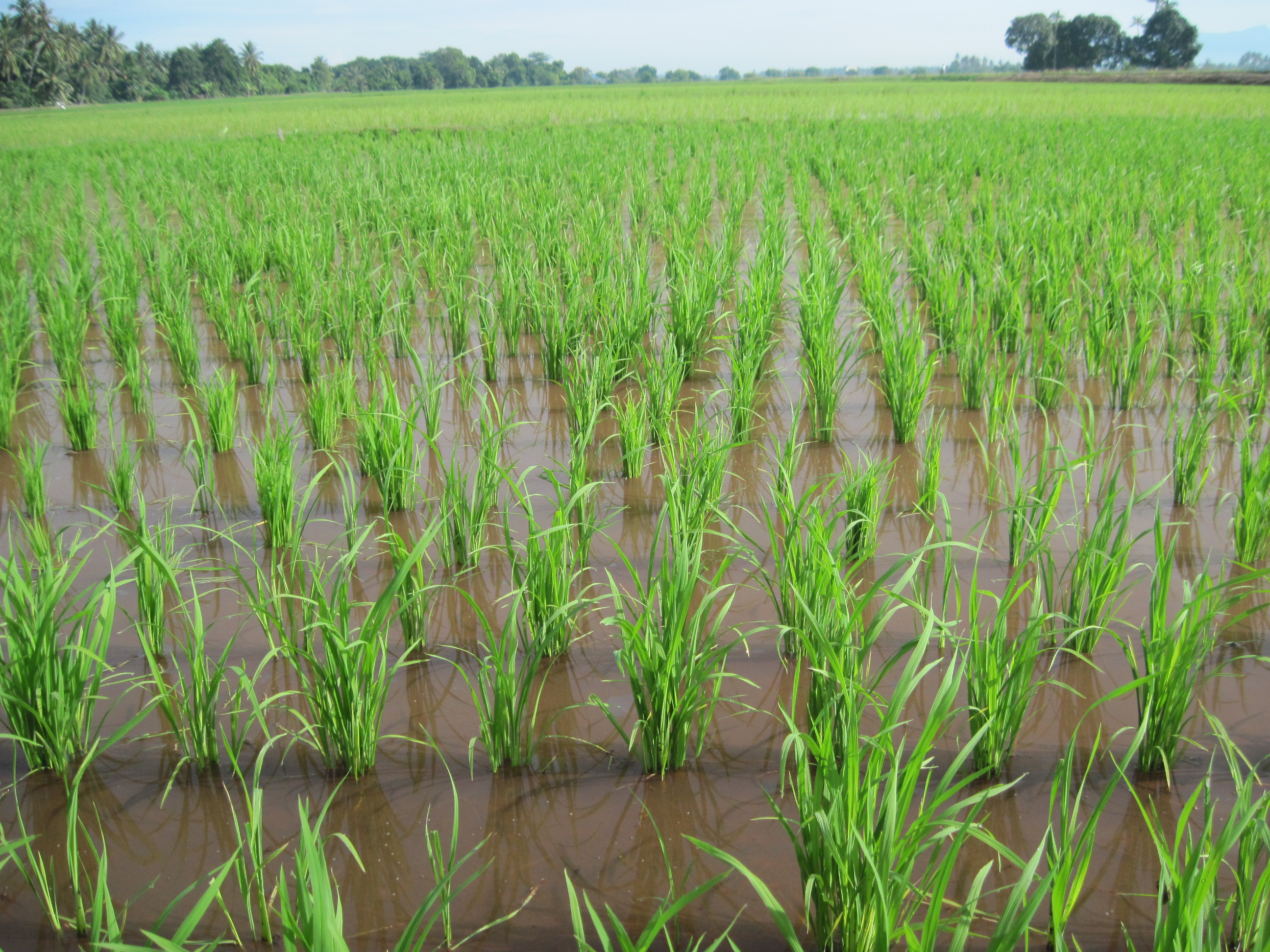